# Castronuevo (Ávila)
Castronuevo es un despoblado español localizado en el municipio de Rivilla de Barajas, perteneciente a la provincia de Ávila, en la comunidad autónoma de Castilla y León.
Era un coto redondo cuyo propietario en su totalidad fue el duque de Alba a partir del siglo xv. En este lugar se construyó el palacio-castillo conocido como Castronuevo, edificio que se conserva y está restaurado y habilitado; se construyó también una gran iglesia de factura gótico mudéjar de la que tan solo subsisten unos paredones ruinosos. El coto redondo tuvo prados y tierras cultivadas además de algunos espacios reservados para la caza.
El historiador Manuel Gómez Moreno en su catálogo de la provincia de Ávila hace referencia al lugar como «despoblado en los confines de La Moraña alta». Informa de que quedan paredes ruinosas de su iglesia cuya albañilería demuestra que se edificó en el siglo xv. También hace mención junto con una gran descripción del castillo documentado hacia 1485 y perteneciente al ducado de Alba.
El poblado de Castronuevo se cita en documentos de finales del siglo xv como una de las «aldeas» pertenecientes a Narros del Castillo.

## Historia

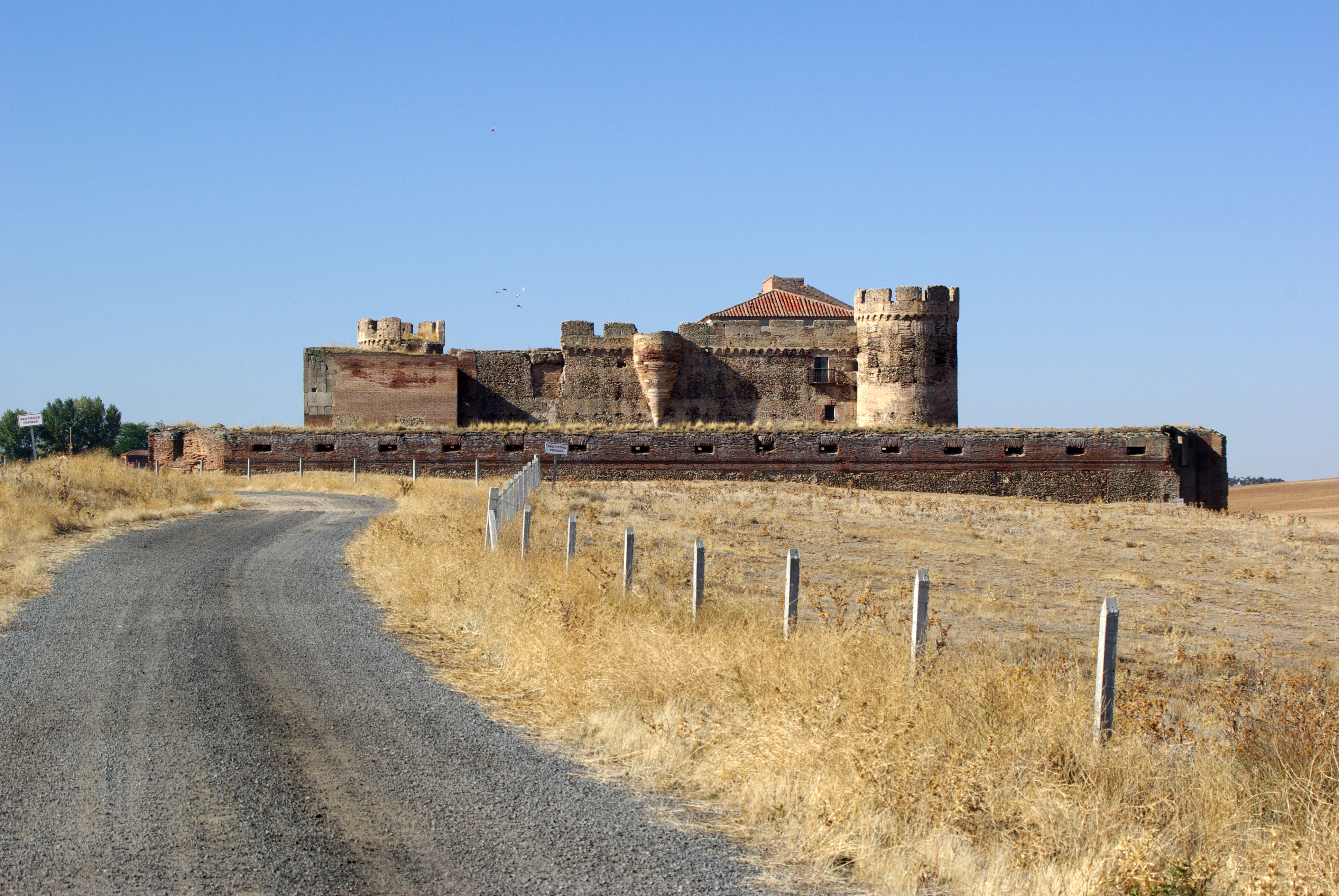
Castillo de Castronuevo en octubre de 2015

Se tiene noticia de que en 1437 Juan II donó el lugar conocido como San Martín de Cornejo a Alonso Pérez de Vivero —Contador mayor del Rey—, ordenando al mismo tiempo que en adelante tomara el nombre de Castronuevo. Cuando murió Pérez de Vivero el poblado estaba habitado y había «casas principales de morada» pero todavía no se había construido el castillo. Su hijo Gil de Vivero heredó el lugar. 
Eran tiempos de guerras de banderías con graves enfrentamientos entre caballeros. Gil de Vivero estaba enfrentado con personas de la nobleza de Fontiveros, villa cercana. En este contexto sucedió en 1468 un episodio en que perdió la vida a manos de Juan Gutiérrez (criado de Vivero) Pedro Hontiveros, capitán de las tropas de los Zúñiga que pasaba «demasiado cerca» de Castronuevo. Enfrentadas como estaban las dos familias, la princesa Isabel pidió al duque de Alba que interviniese para llegar a un acuerdo de paz entre Gil de Vivero y el alcaide y capitán de los Zúñiga llamado Francisco Pamo.
En este año ya se estaba construyendo una casa fuerte en Fontiveros y años más tarde en 1476 se tienen referencias de la construcción del castillo en Castronuevo que estuvo totalmente acabado en 1481, a la muerte de Gil de Vivero. El heredero fue su hijo Rodrigo que tuvo que pleitear con alguno de sus hermanos acudiendo incluso a la Real Chancillería. Hasta 1494 no dictó sentencia pero para entonces Rodrigo ya había vendido el lugar con su castillo y su iglesia al duque de Alba.
En el siglo xxi el castillo-palacio y su coto redondo sigue siendo propiedad de la Casa de Alba. El edificio está restaurado —salvo el recinto exterior—. Es una finca agropecuaria de 1700 hectáreas llamada Dehesa de Castronuevo enclavada en el municipio de Rivilla de Barajas. El paisaje de esta propiedad comprende un encinar centenario y algunas lagunas. En sus tierras se cultiva cereal, leguminosas y forraje para el ganado. Hay rebaños de ovejas, ganado ovino y vacuno de carne. Al igual que en siglos pasados hay un espacio destinado a la caza.